# Legorreta
Legorreta é um município da Espanha na província de Guipúscoa, comunidade autónoma do País Basco. Tem 8,62 km² de área e em 2021 tinha 1 440 habitantes (densidade: 167,1 hab./km²).

## Demografia
| Variação demográfica do município entre 1991 e 2004[carece de fontes?] | Variação demográfica do município entre 1991 e 2004[carece de fontes?] | Variação demográfica do município entre 1991 e 2004[carece de fontes?] | Variação demográfica do município entre 1991 e 2004[carece de fontes?] |
| ---------------------------------------------------------------------- | ---------------------------------------------------------------------- | ---------------------------------------------------------------------- | ---------------------------------------------------------------------- |
| 1991                                                                   | 1996                                                                   | 2001                                                                   | 2004                                                                   |
| 1522                                                                   | 1420                                                                   | 1351                                                                   | 1363                                                                   |